# Brezovar
Brezovar je priimek v Sloveniji, ki ga je po podatkih Statističnega urada Republike Slovenije na dan 1. januarja 2010 uporabljalo 200 oseb in je med vsemi priimki po pogostosti uporabe uvrščen na 2.149. mesto.

## Znani nosilci priimka
- Bojan Brezovar (1922—1991), učitelj/šolnik in etnološki zbiralec/muzealec v Šentrupertu
- Marjan Brezovar (1933—2009), filmski in TV-dramaturg, scenarist, kritik, esejist
- Matija Brezovar, prof. slov. jezika in književnosti (NM)
- Matjaž Brezovar (*1966), šahist
- Milan Brezovar (1917—2004), zgodovinar NOB
- Mojca Brezovar (*1969), rokometašica
- Nejc Brezovar (*1983), pravnik
- Robert Brezovar, operni pevec
- Simon Brezovar (*1986), klinični psiholog, nevroznanstvenik
- Stanislava (Stanka) Brezovar (1937—2003), baletna plesalka, žena dirigenta Karlosa Kleiberja